# Melissa Bank
Pour les articles homonymes, voir Bank.
Melissa Bank, née à Boston le 11 octobre 1960  et morte à East Hampton le  2 août 2022, est une auteure américaine. Elle a publié deux livres - The Wonder Spot, un volume de nouvelles, et The Girls' Guide to Hunting and Fishing , un roman qui a été traduit dans plus de 30 langues. Bank a remporté le prix Nelson Algren 1993 pour la fiction courte. Elle a enseigné dans le cadre du programme MFA à Stony Brook Southampton.

## Biographie
Melissa Bank est née à Boston et a grandi dans la banlieue de Philadelphie à Elkins Park, en Pennsylvanie. Son père, un neurologue, est mort d'une leucémie à la fin de la cinquantaine. Bank a obtenu un baccalauréat en études américaines à Hobart et William Smith Colleges en 1982, et a obtenu une maîtrise en beaux-arts de l'Université Cornell en 1987. Les influences littéraires de Bank comprenaient Vladimir Nabokov, John Cheever, Billy Collins et Grace Paley ; son auteur de non-fiction préféré étant Janet Malcolm. 
Bank a partagé son temps entre New York et East Hampton. Elle était dans une relation à long terme avec Todd Dimston. 
Souffrant d'un cancer du poumon, elle est décédée chez elle à East Hampton le 2 août 2022, à l'âge de 61 ans.

## Carrière
Melissa Bank a publié des nouvelles et des non-fictions dans des publications telles que le Chicago Tribune, Ploughshares, Zoetrope, Cosmopolitan, Glamour et Seventeen, ainsi que sur les ondes de la National Public Radio et de la BBC.

## Ouvrages
- The Wonder Spot, 2005
- Run run run run run run run away (short story), 2005
- The Worst Thing a Suburban Girl Could Imagine (short story), 1999
- The Girls' Guide to Hunting and Fishing, 1999